# Statore

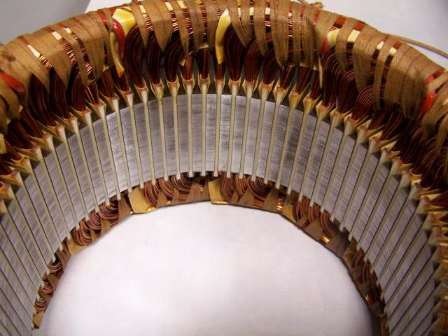
Statore di un motore in corrente alternata

In ingegneria meccanica e in ingegneria elettrica lo statore, in una macchina avente parti in movimento, è l'insieme delle parti fisse. Il termine è di uso comune nelle macchine rotanti, quali i motori elettrici, le turbine o altre macchine, in quanto contrapposto al cosiddetto rotore (parte mobile).

## Funzioni
Lo statore ha la funzione di sostenere, almeno parzialmente, la macchina. Se abbiamo a che fare con una macchina motrice a fluido ad azione lo statore ha anche la funzione di far avvenire tutta l'espansione al suo interno, nelle macchine elettriche invece, è parte del circuito magnetico insieme al rotore e contiene gli avvolgimenti indotti o induttori

## Tipo di statore e caratteristiche
Nelle macchine elettriche, lo statore può essere costituito in vari modi:
- Magneti permanenti, sistema usato nei motori in corrente continua, dove è costituito da magneti ed ha una superficie liscia.
- Avvolto, sistema usato nei motori in corrente alternata, nei motori universali, nel motore brushless e nel motore passo-passo, dove è costituito da lamierini in lega acciaio-silicio di spessore variabile da mezzo millimetro fino a svariati millimetri, o da acciaio massiccio, isolati tra di loro.
Questo dipende da quanto lo statore viene interessato da flussi magnetici variabili nel tempo: più il flusso magnetico sarà variabile, minore sarà lo spessore dei lamierini. Questo perché la variazione di flusso nei materiali ferromagnetici (come l'acciaio) provoca la circolazione di correnti senza impieghi utili, chiamate correnti parassite e la perdita di energia dovuta alla magnetizzazione non lineare del materiale.
Un'altra variabile è il numero di cave e quindi di matasse accolte: maggiore saranno le matasse e minore sarà la vibrazione dell'albero motore, questo perché si avrà un passaggio più morbido tra un campo magnetico di una fase elettrica a un campo magnetico della fase elettrica successiva.

## Disposizione
Lo statore può essere disposto in vari modi:
- Esterno, questa è la disposizione più comune, in quanto permette una maggiore resistenza della macchina e migliore flessibilità d'utilizzo e sicurezza per l'operatore.
- Interno, questa configurazione viene usata per gli alternatori a uso motociclistico, in modo che il rotore funga anche da volano, mentre negli altri mezzi di trasporto si rimane alla soluzione classica.
- Assiale, questa configurazione è caratterizzata da un rotore che è grande quanto lo statore e posti lateralmente l'un l'altro, in modo che il rotore ruoti davanti allo statore.

## Accorgimenti
Nel caso degli statori avvolti si possono avere:
- Gruppi avvolgimenti, lo statore può avere più gruppi di matasse, per poter avere o più velocità di funzionamento tramite più gruppi sovrapposti tra loro e controllati da commutatori (due motori in uno) o per poter regolare i vari parametri del motore, con gruppi d'avvolgimento collegati a sistemi di controllo.
- Matasse per polo, maggiore sarà il numero di matasse per polo magnetico e più la sinusoide magnetica si avvicinerà alla sinusoide elettrica, infatti il numero incide direttamente sulla forma della sinusoide magnetica, che ha una forma a gradini, determinandone il numero di gradini che vanno a formare la sinusoide
- Verniciatura, smaltatura o resinatura, serve per compattare e irrigidire le matasse, dando anche un maggior isolamento da agenti esterni e può facilitare la ricerca dei guasti
- Isolamento tra le matasse, quest'isolamento usato nei vecchi motori, serviva per ridurre la possibilità di cortocircuito tra le matasse. Attualmente non è usato, data l'elevata qualità degli smalti con cui vengono ricoperti i fili.